# کولگاردی، استرالیای غربی
کولگاردی (به انگلیسی: Coolgardie) یک شهرک در استرالیا است که در Shire of Coolgardie واقع شده‌است.